# Jeanne van der Gheynst
Jeanne Marie van der Gheynst (Johanna Maria van der Gheynst) est la mère de Marguerite de Parme, la fille naturelle de Charles-Quint.

## Biographie

### Famille
Jeanne est l'aînée des enfants d'un tapissier du village de Nukerke, Gilles van der Gheynst, artisan d'ascendance paysanne, et de son épouse Jeanne van der Caye (ou Coye ou Coge), qui était servante. Elle a un frère nommé Baudouin, ainsi que deux sœurs, Agnès et Marie. L'historien et biographe Jean-Marie Valentin dit que sa famille était bourgeoise. Elle était au service de la maison du gouverneur d'Audenarde, Charles Ier de Lalaing, en tant que chambrière de son épouse, Jacqueline de Luxembourg.
Baudouin est ouvrier en tapisserie dès 1561, est assez pauvre et a une famille nombreuse ; il vit à Nukerke avec Agnès. Marie van der Gheynst fut mariée au clerc Jean Schot, résidant à Bruxelles et mort avant 1561. Sa famille se trouva si pauvre qu'elle dut demander de l'aide à leur parente Marguerite, comme le rapporte le cardinal de Granvelle, mais elle ne leur porta pas un grand secours.

### Rencontre avec Charles Quint
Lorsque le couple seigneurial reçut et hébergea l'empereur Charles Quint, ce dernier la remarqua durant son séjour au château dit de Bourgogne. Jean-Pierre Soisson dit de la demoiselle flamande qu'elle était « simple et voluptueuse. » Elle permit d'apporter un sang neuf à la lignée de Charles Quint, qui était chargée en consanguinité. On sait peu de choses à propos de la relation entre les deux : romance, relation forcée ou viol ? La question ne fait pas unanimité. Jeanne quitte la maison de Lalaing et est hébergée dans la famille de sa mère, au-dehors d'Audenarde.
En juillet 1522 naît une fille qui fut baptisée à l'église Notre-Dame de Pamele à Audenarde et reçut le prénom Marguerite, en l'honneur de la tante paternelle et mère adoptive de l'empereur, sœur de Philippe le Beau et gouvernante des Pays-Bas. La fille reconnue par Charles Quint, est élevée chez André de Douvrin, sommelier de corps de l'archiduc Ferdinand d'Autriche, puis par la tante Marguerite d'Autriche et fut connue plus tard sous le nom de Marguerite de Parme. Charles Quint et Marguerite de Parme ne revirent jamais Jeanne et sa famille.

### Après la naissance de Marguerite
En 1524, Jeanne fut mariée à Jean van den Dijcke (ou Vanden Dycke), conseiller et maître extraordinaire de la chambre des comptes de Brabant. En 1558, en tant que bailli de Heuverhuys, il acheta la seigneurie de Santvliet, à Antoine van Quickelberghe. Le couple eut plusieurs enfants, dont le nombre n'est pas fixe. Un fils, Guillaume, qui fit des études de droit et se maria en 1564. Deux filles, Agnès et Gauda (morte le 20 juin 1602), qui prirent toutes deux le voile : la première pour l'abbaye de Roosendael, près de Malines, pendant que l'autre alla à celle d'Auderghem. Ils eurent aussi un fils nommé Jean qui fut aussi bailli de Heuverhuys, dès le 29 décembre 1586.
Jeanne van der Gheynst meurt en 1541.